# San Lucas (Californie)
Pour les articles homonymes, voir San Lucas.
San Lucas est une census-designated place du comté de Monterey, dans l'État de Californie, aux États-Unis,. En 2020, elle compte une population de 324 habitants.